# Celso Blues Boy

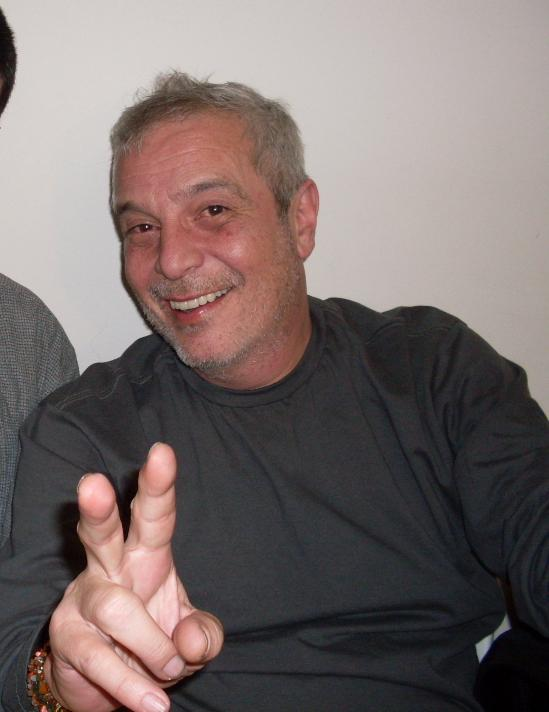
Celso Blues Boy (2010)

Celso Blues Boy (* 5. Januar 1956 in Rio De Janeiro; † 6. August 2012 in Joinville, Santa Catarina; bürgerlich Celso Ricardo Furtado de Carvalho) war ein brasilianischer Singer-Songwriter und Gitarrist.

## Leben
Carvalho wurde 1956 in Rio de Janeiro geboren. Sein Künstlername „Blues Boy“ ist eine Hommage an den amerikanischen Sänger B.B. King, eines seiner Vorbilder und wichtigsten Einflüsse. Er begann seine musikalische Karriere 1970 im Alter von 17 Jahren und begleitete Bands und Sänger wie Raul Seixas, Sá & Guarabyra und Luiz Melodia. 1976 gründete er die Band Legião Estrangeira und begann, in Bars und Clubhäusern von Rio aufzutreten.
1980 gründete er die Band Aero Blues, die als eine der ersten brasilianischen Bluesrock-Bands galt, die in portugiesischer Sprache sangen. Später entschied er sich jedoch für eine Solokarriere und veröffentlichte 1984 sein Debütalbum Som na Guitarra. Es enthält sein bekanntestes Lied Aumenta que Isso Aí É Rock ’n’ Roll. Es folgten weitere Alben sowie Auftritte beim renommierten Montreux Jazz Festival in der Schweiz und im Circo Voador in Rio.
2011 erschien sein neuntes und letztes Studioalbum Por um Monte de Cerveja, an dem auch die Mitglieder des Detonautas Roque Clube beteiligt waren. Bei einer Show zum 113-jährigen Bestehen des Vereins CR Vasco da Gama im Jahr 2011 spielte er die Vereinshymne auf seiner Gitarre.
Carvalho lebte bis zum Ende seines Lebens in Joinville und starb am 6. August 2012 an den Folgen von Kehlkopfkrebs. Er wurde eingeäschert und in Blumenau beigesetzt.

## Diskografie (Auswahl)
- 1984: Som na Guitarra
- 1986: Marginal Blues
- 1987: Celso Blues Boy 3
- 1988: Blues Forever
- 1989: Quando a Noite Cai
- 1991: Ao Vivo (Live album)
- 1996: Indiana Blues
- 1998: Nuvens Negras Choram
- 1999: Vagabundo Errante
- 2008: Quem Foi que Falou que Acabou o Rock n' Roll? (Live DVD)
- 2011: Por um Monte de Cerveja